# 동부 지중해

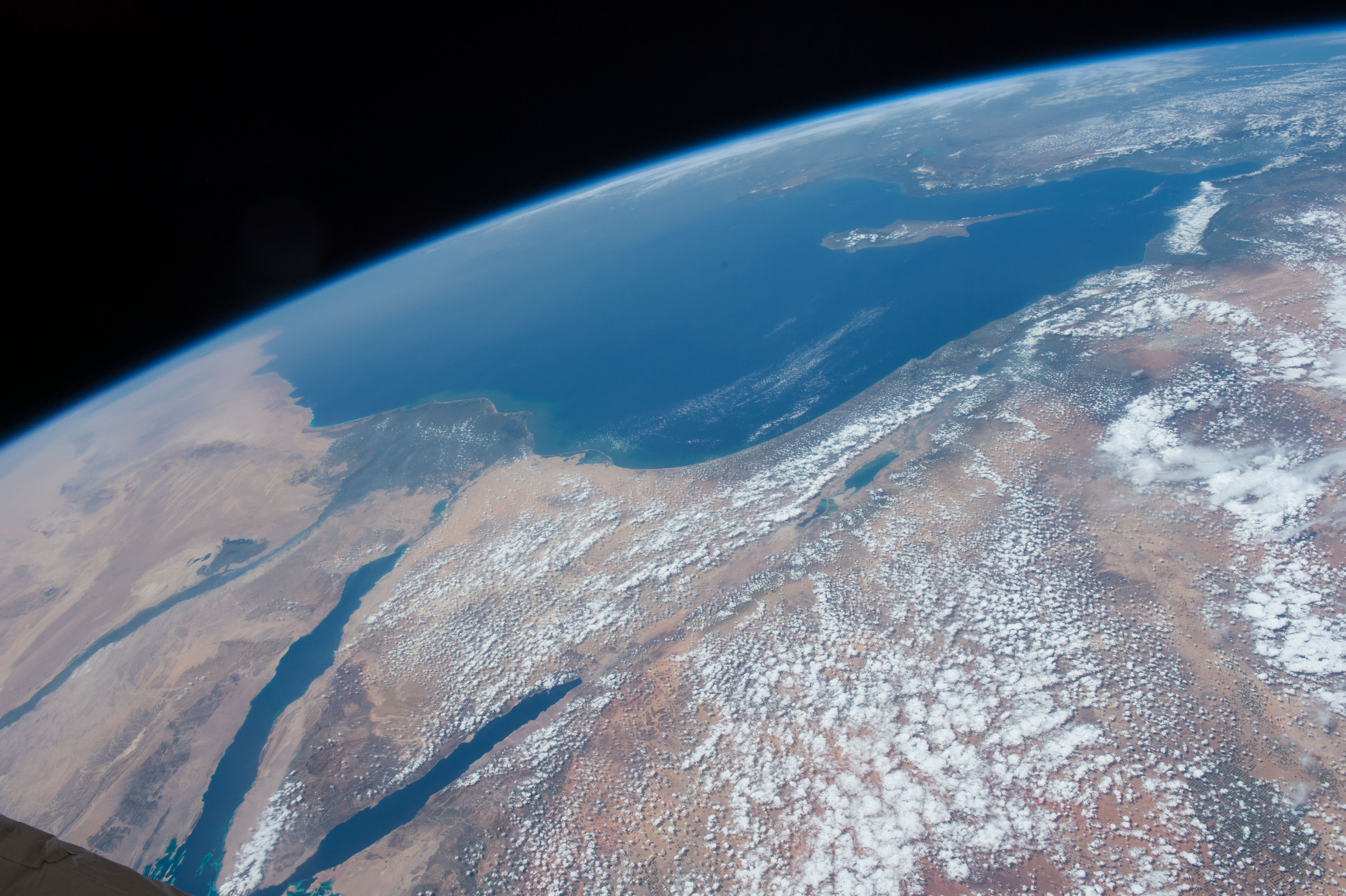
동지중해의 항공 사진

동지중해는 지중해의 가장 동쪽 부분과 그 인접한 육지(자주 레반트해 주변 국가들로 정의됨)를 포함하는 느슨하게 경계가 정해진 지역이다. 이 지역에는 튀르키예 본토의 남부 절반인 아나톨리아; 작은 하타이주; 키프로스 섬; 그리스의 도데카니사 제도; 그리고 이집트, 이스라엘, 요르단, 팔레스타인, 시리아, 레바논이 포함된다.
가장 광범위하게 사용될 경우 리비아해(따라서 리비아), 에게해(따라서 유럽 튀르키예와 그리스 본토 및 섬들), 그리고 이오니아해(따라서 동남유럽의 남부 알바니아)를 포함하며 서쪽으로는 이탈리아의 가장 남동쪽 해안까지 확장될 수 있다. 요르단은 기후적, 경제적으로 이 지역의 일부이다.

## 지역

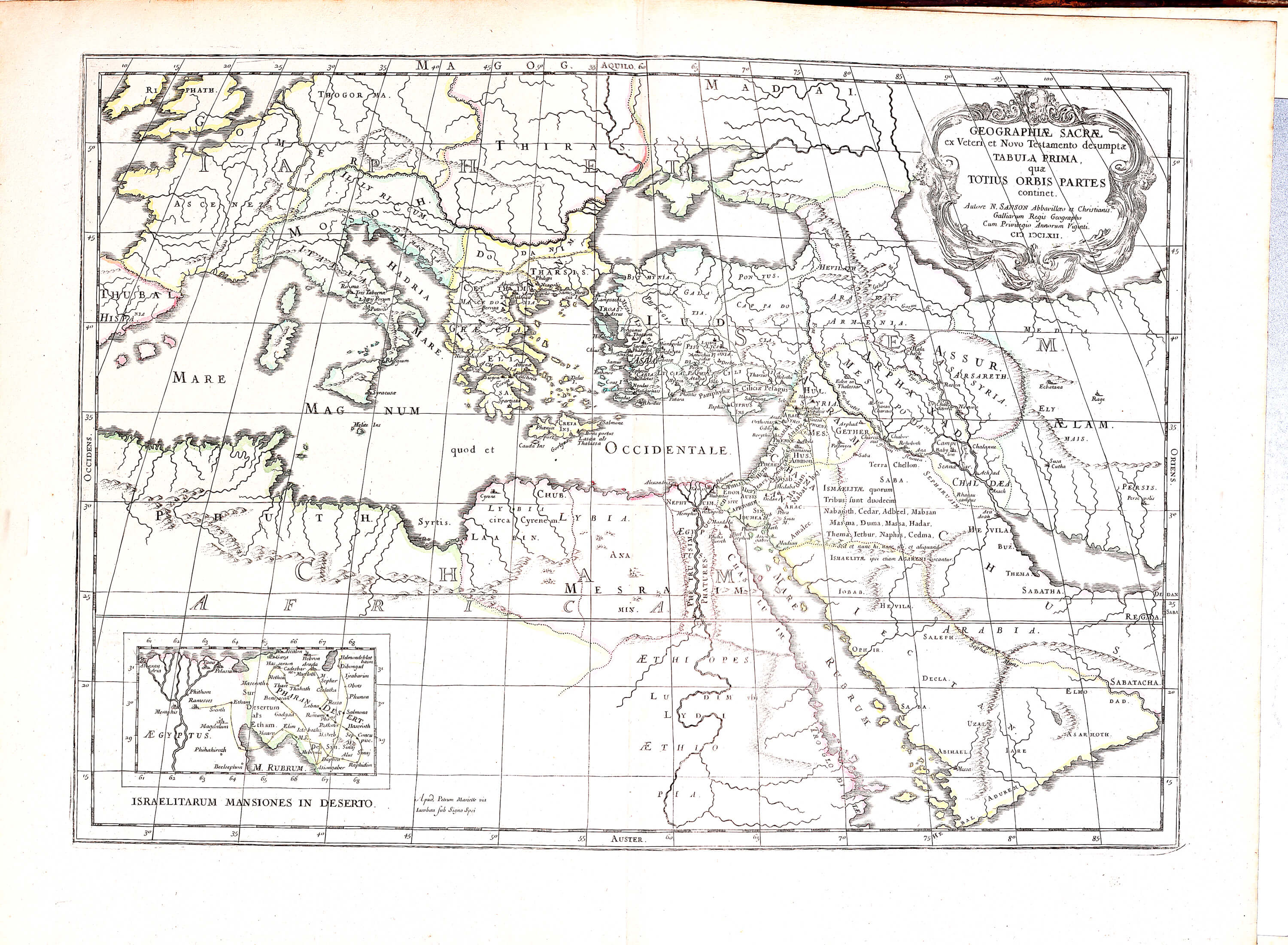
니콜라 상송, 동지중해 지도, 1651년.

동지중해 지역은 일반적으로 두 가지 방식으로 해석된다:
- 레반트, 역사적으로 연결된 이웃 국가인 발칸반도 및 그리스 섬들을 포함한다.
- 시리아 지역과 키프로스 섬(또한 레반트로도 알려짐), 이집트, 그리스의 도데카니사 제도 및 아나톨리아의 튀르키예[11]

세계보건기구 (WHO)는 보고, 분석 및 행정 목적으로 세계를 여섯 WHO 지역으로 나눈다. 이러한 맥락에서 동지중해 지역(EMR)은 여섯 WHO 지역 중 하나이다.

## 국가
동지중해의 국가 및 영토에는 키프로스, 튀르키예 (아나톨리아), 작은 하타이주, 그리스의 도데카니사 제도와 레바논, 시리아, 이스라엘, 요르단, 이집트가 포함된다.
북동 지중해는 대발칸반도(그레이터 발칸)의 용어로 인쇄되어 왔다: 알바니아, 보스니아 헤르체고비나, 불가리아, 크로아티아, 그리스, 슬로베니아, 북마케도니아, 세르비아, 코소보, 몬테네그로, 루마니아. 2019년의 5명의 저자가 참여한 통계 풍부 연구는 몰도바와 우크라이나를 그 너머에 추가하려고 시도했지만, 다른 이들은 이들을 흑해의 경제 및 역사와 더 연관시킨다. 이 세 단어 용어는 주로 "발칸화"라는 단어를 낙인찍는 사람들이 사용하고 동지중해의 다른 분쟁과 유사점을 시사하기 위한 발칸반도의 복합적인 완곡어법이다.

WHO 지역; 노란색: WHO/동지중해 지역)

WHO 동지중해 지역사무소는 동지중해뿐만 아니라 인접한 아프로·유라시아의 다른 지역들인 서아시아, 북아프리카, 아프리카의 뿔, 중앙아시아, 아프가니스탄, 파키스탄을 포함한다.

## 같이 보기
- 시리아 지역
- 비옥한 초승달 지대
- 인도-지중해
- 근동
- 고대 근동
- 레반트의 이름
- 동지중해 대학교
- 지중해 국가 목록
- 지중해 분지
- WHO 동지중해 지역사무소